# Mukařov (ort i Tjeckien, lat 50,57, long 14,93)
Mukařov är en ort i Tjeckien.   Den ligger i regionen Mellersta Böhmen, i den centrala delen av landet, 60 km nordost om huvudstaden Prag. Mukařov ligger 314 meter över havet och antalet invånare är 162.
Terrängen runt Mukařov är lite kuperad.Runt Mukařov är det ganska glesbefolkat, med 39 invånare per kvadratkilometer. Närmaste större samhälle är Mladá Boleslav, 17,6 km söder om Mukařov. I omgivningarna runt Mukařov växer i huvudsak blandskog.